# Tornei di tennis femminili nel 1942
Prima della nascita del WTA Tour, ossia l'apertura alle tenniste professioniste dei tornei che prima di quell'anno erano riservati alle tenniste dilettanti, tutti gli eventi più importanti erano amatoriali, tra questi c'erano i tornei del Grande Slam. A causa della seconda guerra mondiale la maggior parte dei tornei furono cancellati, gli altri si disputarono lontano dagli scenari bellici: tra questi c'era lo U.S. National Championships, unico torneo dello Slam disputato durante la guerra.

## Gennaio
| Settimana  | Torneo                                                                       | Vincitore                                      | Finalista              | Semifinalisti | Eliminati ai quarti |
| ---------- | ---------------------------------------------------------------------------- | ---------------------------------------------- | ---------------------- | ------------- | ------------------- |
| gennaio    | Western Province Championships 1942 Rondebosch, Sudafrica Singolare - Doppio | Sheila Piercey Summers 6-0 8-6                 | Mary Van Zyl           |               |                     |
| gennaio    | Western Province Championships 1942 Rondebosch, Sudafrica Singolare - Doppio | Sheila Piercey Summers Doreen Abington         | Joan Scott Bonnie Fick |               |                     |
| gennaio    | Western Province Championships 1942 Rondebosch, Sudafrica Singolare - Doppio | Doppio misto: Mary Muller Alan Milne           |                        |               |                     |
| 15 gennaio | East India Championships 1942 Calcutta, India Singolare - Doppio             | Laura Woodbridge 6-4 6-4                       | C.E. Cargin            |               |                     |
| 15 gennaio | East India Championships 1942 Calcutta, India Singolare - Doppio             | Laura Woodbridge C.E. Cargin                   |                        |               |                     |
| 15 gennaio | East India Championships 1942 Calcutta, India Singolare - Doppio             | Doppio misto: C.E. Cargin Jimmy Mehta 10-8 ?-? | Cousins Dilip Bose     |               |                     |
| 25 gennaio | Palm Springs Invitation 1942 Palm Springs, USA Singolare - Doppio            | Mary Arnold Prentiss 6-3 5-7 7-5               | Gracyn Wheeler         |               |                     |
| 25 gennaio | Palm Springs Invitation 1942 Palm Springs, USA Singolare - Doppio            |                                                |                        |               |                     |

## Febbraio
Nessun evento

## Marzo
| Settimana | Torneo                                                        | Vincitore                                  | Finalista                           | Semifinalisti | Eliminati ai quarti |
| --------- | ------------------------------------------------------------- | ------------------------------------------ | ----------------------------------- | ------------- | ------------------- |
| 28 marzo  | US Indoors 1942 Longwood, USA Campo indoor Singolare - Doppio | Patricia Todd 8-6 1-6 6-2                  | Hope Knowles                        |               |                     |
| 28 marzo  | US Indoors 1942 Longwood, USA Campo indoor Singolare - Doppio | Kay Winthrop Virginia Rice Johnson 6-2 6-0 | Mrs. Philip Theopold Virginia Ellis |               |                     |

## Aprile
| Settimana | Torneo                                                                  | Vincitore                          | Finalista                   | Semifinalisti | Eliminati ai quarti |
| --------- | ----------------------------------------------------------------------- | ---------------------------------- | --------------------------- | ------------- | ------------------- |
| 12 aprile | Pittsburgh Golf Club invitation 1942 Pittsburgh, USA Singolare - Doppio | Kay Winthrop                       | Hope Knowles                |               |                     |
| 12 aprile | Pittsburgh Golf Club invitation 1942 Pittsburgh, USA Singolare - Doppio | Hope Knowles Muriel McKaig 6-3 6-3 | Kay Winthrop Barbara Nields |               |                     |
| 27 aprile | North & South Tournament 1942 Pinehurst, USA Singolare - Doppio         | Lucy Masterson 6-2 7-5             | Hazel Kelly                 |               |                     |
| 27 aprile | North & South Tournament 1942 Pinehurst, USA Singolare - Doppio         |                                    |                             |               |                     |

## Maggio
| Settimana | Torneo                                                                     | Vincitore                                                            | Finalista                                             | Semifinalisti | Eliminati ai quarti |
| --------- | -------------------------------------------------------------------------- | -------------------------------------------------------------------- | ----------------------------------------------------- | ------------- | ------------------- |
| 10 maggio | Southern California Championships 1942 Los Angeles, USA Singolare - Doppio | Louise Brough 6-3 6-2                                                | Gracyn Wheeler                                        |               |                     |
| 10 maggio | Southern California Championships 1942 Los Angeles, USA Singolare - Doppio | Jacque Virgil Nelson Gertrude Moran                                  | Mary Arnold Gertude Dockstader                        |               |                     |
| 10 maggio | Southern California Championships 1942 Los Angeles, USA Singolare - Doppio | Doppio misto: Mary Arnold Willis Anderson                            | Gertrude Moran Chalres Mattman                        |               |                     |
| 16 maggio | River Plate Championships 1942 Buenos Aires, Argentina Singolare - Doppio  | Felissa Piedrola 6-3 6-0                                             | Maria Teran de Weiss                                  |               |                     |
| 16 maggio | River Plate Championships 1942 Buenos Aires, Argentina Singolare - Doppio  | Denise Zappa Felissa Piedrola 6-2 7-5                                | Analia Obarrio de Aguirre Delia Balli Caimi Garmendia |               |                     |
| 16 maggio | River Plate Championships 1942 Buenos Aires, Argentina Singolare - Doppio  | Doppio misto: Beatriz Edwards Americo Hector Cattaruzza 6-4 4-6 11-9 | Teresa Rebora Olive Alfredo Trullenque                |               |                     |
| 24 maggio | California State Championships 1942 San Francisco, USA Singolare - Doppio  | Margaret Osborne 6-0 6-4                                             | Barbara Krase                                         |               |                     |
| 24 maggio | California State Championships 1942 San Francisco, USA Singolare - Doppio  |                                                                      |                                                       |               |                     |

## Giugno
| Settimana | Torneo                                                                | Vincitore             | Finalista              | Semifinalisti | Eliminati ai quarti |
| --------- | --------------------------------------------------------------------- | --------------------- | ---------------------- | ------------- | ------------------- |
| 20 giugno | New Jersey State Championships 1942 Westfield, USA Singolare - Doppio | Lilian Lopaus 7-5 7-5 | Betty Rosenquest Pratt |               |                     |
| 20 giugno | New Jersey State Championships 1942 Westfield, USA Singolare - Doppio |                       |                        |               |                     |

## Luglio
| Settimana | Torneo                                                              | Vincitore                                         | Finalista                               | Semifinalisti | Eliminati ai quarti |
| --------- | ------------------------------------------------------------------- | ------------------------------------------------- | --------------------------------------- | ------------- | ------------------- |
| 5 luglio  | Texas Sectional Championships 1942 Houston, USA Singolare - Doppio  | Marjorie Van Ryn 6-1 6-1                          | Jane Bullington                         |               |                     |
| 5 luglio  | Texas Sectional Championships 1942 Houston, USA Singolare - Doppio  | Marjorie Murray Bonnie Kieth                      | Marjorie Gladman Van Ryn Flora Robinson |               |                     |
| 20 luglio | Pacific Northwest Championships 1942 Tacoma, USA Singolare - Doppio | Barbara Krase 3-6 6-0 6-1                         | Daphne Bucknell                         |               |                     |
| 20 luglio | Pacific Northwest Championships 1942 Tacoma, USA Singolare - Doppio | Dorothy Head Daphne Bucknell 6-1 6-3              | Patty Greenup Golda Gross               |               |                     |
| 20 luglio | Pacific Northwest Championships 1942 Tacoma, USA Singolare - Doppio | Doppio misto: Daphne Bucknell Harry Roche 6-4 6-3 | Dorothy Head Harry Buttimer             |               |                     |

## Agosto
| Settimana | Torneo                                               | Vincitore                             | Finalista                    | Semifinalisti | Eliminati ai quarti |
| --------- | ---------------------------------------------------- | ------------------------------------- | ---------------------------- | ------------- | ------------------- |
| 5 agosto  | Southern Championships 1942 , USA Singolare - Doppio | Doris Hart                            | Etta Coyne                   |               |                     |
| 5 agosto  | Southern Championships 1942 , USA Singolare - Doppio | Florence Camp Gladys Atkinson 6-2 6-2 | Louise Fowler Virgina Robson |               |                     |

## Settembre
| Settimana    | Torneo                                                                           | Vincitore                                                 | Finalista                         | Semifinalisti | Eliminati ai quarti |
| ------------ | -------------------------------------------------------------------------------- | --------------------------------------------------------- | --------------------------------- | ------------- | ------------------- |
| 7 settembre  | U.S. National Championships 1942 New York, USA Erba Singolare - Doppio           | Pauline Betz 4-6, 6-1, 6-4                                | Louise Brough                     |               |                     |
| 7 settembre  | U.S. National Championships 1942 New York, USA Erba Singolare - Doppio           | Louise Brough Margaret Osborne 2-6, 7-5, 6-0              | Pauline Betz Doris Hart           |               |                     |
| 14 settembre | Pacific Southwest Championships 1942 Los Angeles, USA Cemento Singolare - Doppio | Pauline Betz 6-2 6-2                                      | Louise Brough                     |               |                     |
| 14 settembre | Pacific Southwest Championships 1942 Los Angeles, USA Cemento Singolare - Doppio | Louise Brough Margaret Osborne 6-4 13-11                  | Pauline Betz Dorothy Bundy Cheney |               |                     |
| 14 settembre | Pacific Southwest Championships 1942 Los Angeles, USA Cemento Singolare - Doppio | Doppio misto: Margaret Osborne Bill Talbert 5-7 12-10 6-2 | Louise Brough Jack Kramer         |               |                     |

## Ottobre
| Settimana  | Torneo                                                                    | Vincitore                                        | Finalista                               | Semifinalisti | Eliminati ai quarti |
| ---------- | ------------------------------------------------------------------------- | ------------------------------------------------ | --------------------------------------- | ------------- | ------------------- |
| 20 ottobre | Pacific Coast Championships 1942 Berkeley, USA Cemento Singolare - Doppio | Margaret Osborne 6-1 6-0                         | Barbara Krase                           |               |                     |
| 20 ottobre | Pacific Coast Championships 1942 Berkeley, USA Cemento Singolare - Doppio | Margaret Osborne Barbara Krase 6-1 6-1           | Virginia Wolfenden Kovacs Bernice Fross |               |                     |
| 20 ottobre | Pacific Coast Championships 1942 Berkeley, USA Cemento Singolare - Doppio | Doppio misto: Margaret Osborne Tom Brown 6-4 6-1 | Barbara Krase Harry Buttimer            |               |                     |
| 25 ottobre | Cuban Championships 1942 L'Avana, Cuba Singolare - Doppio                 | Pauline Betz 6-3 6-2                             | Doris Hart                              |               |                     |
| 25 ottobre | Cuban Championships 1942 L'Avana, Cuba Singolare - Doppio                 | Pauline Betz Piedra 6-3 6-2                      | Berta Garcia Piedra                     |               |                     |
| 25 ottobre | Cuban Championships 1942 L'Avana, Cuba Singolare - Doppio                 | Doppio misto: Pauline Betz J Etcheverry 6-3 6-2  | Berta Garcia Jose Aguero                |               |                     |

## Novembre
| Settimana   | Torneo                                                                                | Vincitore                                               | Finalista                               | Semifinalisti | Eliminati ai quarti |
| ----------- | ------------------------------------------------------------------------------------- | ------------------------------------------------------- | --------------------------------------- | ------------- | ------------------- |
| 22 novembre | Argentina International Championships 1942 Buenos Aires, Argentina Singolare - Doppio | Felissa Piedrola 8-6 6-2                                | Maria Teran de Weiss                    |               |                     |
| 22 novembre | Argentina International Championships 1942 Buenos Aires, Argentina Singolare - Doppio | Denise Zappa Felissa Piedrola 5-7 6-3 6-2               | Sonia Topalian Delia Caimi Garmendia    |               |                     |
| 22 novembre | Argentina International Championships 1942 Buenos Aires, Argentina Singolare - Doppio | Doppio misto: Maria Elena de Moss Augusto Zappa 7-5 6-4 | Analia Obarrio de Aguirre Enrique Morea |               |                     |

## Dicembre
Nessun evento

## Senza data
| Settimana                                            | Torneo                                                                              | Vincitore                          | Finalista              | Semifinalisti | Eliminati ai quarti |
| ---------------------------------------------------- | ----------------------------------------------------------------------------------- | ---------------------------------- | ---------------------- | ------------- | ------------------- |
|                                                      | Victorian Event 1942 Melbourne, Australia Singolare - Doppio                        | Nell Hopman                        | Alison Burton          |               |                     |
|                                                      | Victorian Event 1942 Melbourne, Australia Singolare - Doppio                        |                                    |                        |               |                     |
|                                                      | French Closed Championships 1942 Parigi, Francia Singolare - Doppio                 | Alice Weiwers 6-4 6-4              | Lolette Payot          |               |                     |
| Alice Weiwers Colette St. Omer Roy 6-3 2-6 6-2       | French Closed Championships 1942 Parigi, Francia Singolare - Doppio                 | Yvonne Kleinadel Paulette Mellerio |                        |               |                     |
| Doppio misto: Simone Lafargue Henri Pellizza 6-0 6-2 | French Closed Championships 1942 Parigi, Francia Singolare - Doppio                 | Alice Weiwers Robert Abdesselam    |                        |               |                     |
|                                                      | Torneo di Santa Monica 1942 Santa Monica, USA Cemento Singolare - Doppio            | Dorothy Bundy Cheney               | Grace Wheeler Kelleher |               |                     |
|                                                      | Torneo di Santa Monica 1942 Santa Monica, USA Cemento Singolare - Doppio            |                                    |                        |               |                     |
|                                                      | Danish Covered Court Championships 1942 , Danimarca Campo indoor Singolare - Doppio | Hilde Sperling                     |                        |               |                     |
|                                                      | Danish Covered Court Championships 1942 , Danimarca Campo indoor Singolare - Doppio |                                    |                        |               |                     |
|                                                      | Egyptian Championships 1942 , Egitto Singolare - Doppio                             | Marie Brown                        |                        |               |                     |
|                                                      | Egyptian Championships 1942 , Egitto Singolare - Doppio                             |                                    |                        |               |                     |